# Лачо (Ђенова)
Лачо је насеље у Италији у округу Ђенова, региону Лигурија.
Према процени из 2011. у насељу је живело 155 становника. Насеље се налази на надморској висини од 615 м.